# Platylabus ruficoxatus
Platylabus ruficoxatus là một loài tò vò trong họ Ichneumonidae.